# Andre De Grasse

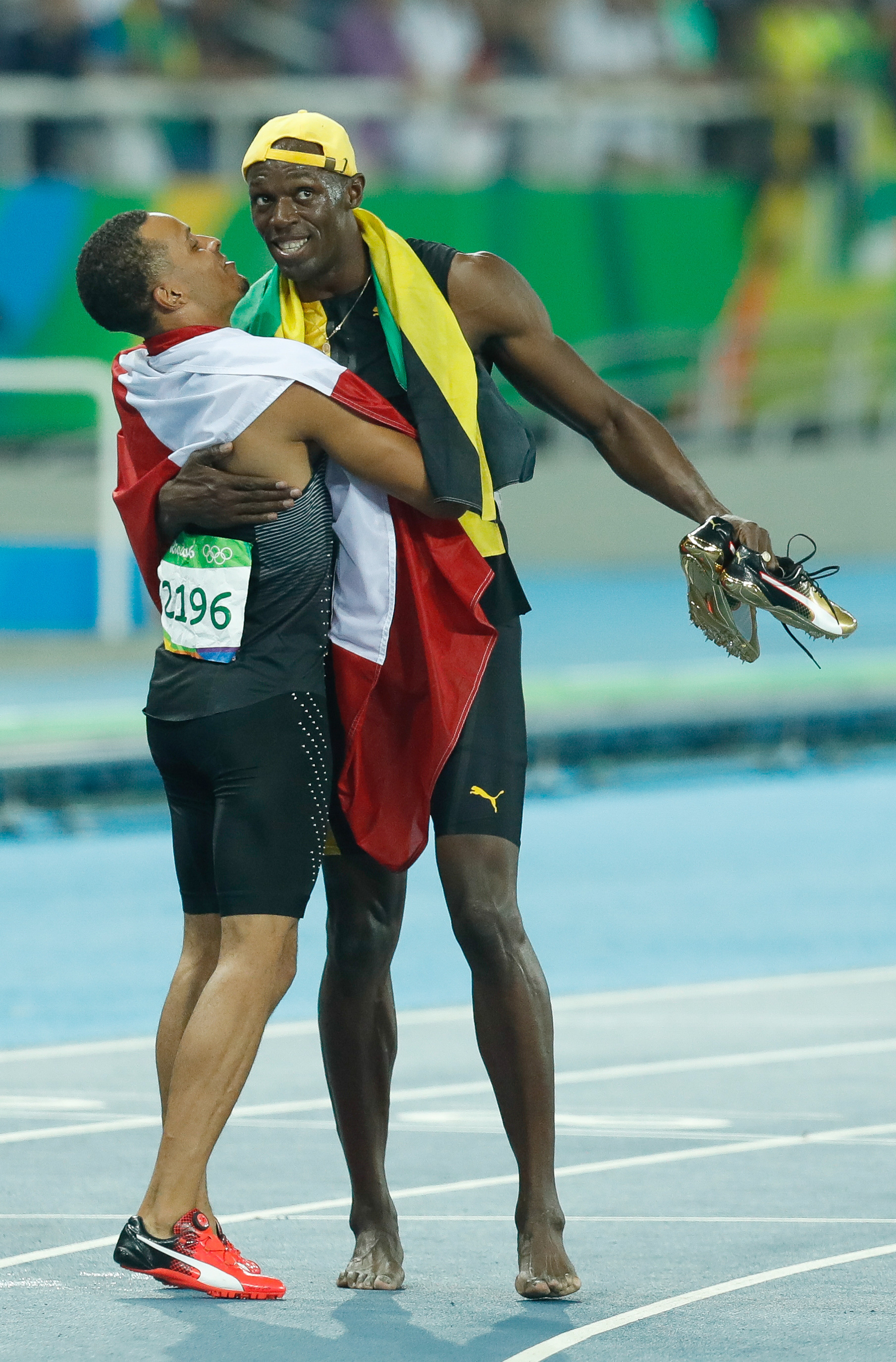
Andre De Grasse en Usain Bolt vieren een klein feestje na de 100 meterfinale in Rio.

Andre De Grasse (Scarborough, 10 november 1994) is een Canadese atleet, die gespecialiseerd is in de sprint. Hij vertegenwoordigde zijn land driemaal op de Olympische Spelen. Bij de eerste gelegenheid veroverde hij drie medailles: zilver op de 200 m en brons op zowel de 100 m als de 4 × 100 m estafette. Hij is hiermee de eerste Canadese sprinter die drie medailles won tijdens één editie van de Olympische Spelen. Hij verbeterde hiermee de score van zijn legendarische landgenoten Donovan Bailey en Percy Williams, die beiden ooit in één keer tot twee medailles kwamen. Bij de tweede gelegenheid in 2021 evenaarde hij zijn eerdere olympische score voor wat betreft het aantal medailles: opnieuw waren het er drie. Ditmaal wisselde hij op de 200 m de in 2016 veroverde zilveren medaille echter in voor een gouden. Goud werd het bij de derde gelegenheid op de 4 × 100 m estafette. Zijn totaal aan olympische medailles komt hiermee op zeven.

## Carrière

### Jeugd
Beide ouders van De Grasse komen van buiten Canada. Zijn moeder was in Trinidad en Tobago tijdens haar High school-tijd een sprintster, alvorens zij op 26-jarige leeftijd naar Canada verhuisde. Zijn vader is afkomstig van Barbados en emigreerde als teenager naar Canada.
De Grasse startte op elfjarige leeftijd met atletiek. In een basketbalbroek, op Converse schoenen en zonder startblokken beëindigde hij zijn allereerste 100 m na 10,9 s. Tony Sharpe, zijn toekomstige coach, ontdekte het potentieel van De Grasse en haalde hem voor 2013 en 2014 naar het Coffeyville Community College in Kansas, waarna hij in 2015 overstapte naar de University of Southern California.

### Onder de tien seconden
In mei van dat jaar liep Andre De Grasse voor het eerst onder de tien seconden, 9,97. Hierna realiseerde hij tijdens de NCAA-kampioenschappen twee sterke tijden op de 100 en 200 m: 9,75 en 19,58. Hij won beide titels, maar in alle twee de gevallen was er sprake van te veel rugwind, respectievelijk 2,7 en 2,4 m/s. Een maand later vonden dicht bij huis, in Toronto, de Pan-Amerikaanse Spelen plaats. waar De Grasse opnieuw op zowel de 100 als de 200 m in actie kwam. Op het eerste onderdeel snelde hij in de finale in 10,05 naar de overwinning, nadat hij eerder in de halve finale 9,97 had laten klokken. De steun van het enthousiaste publiek hadden hem daarbij naar eigen zeggen enorm geholpen. De 200 m won hij vervolgens ook, in 19,88, waarmee hij de eerste Canadees in de geschiedenis werd die de 100 m binnen de tien en de 200 m binnen de twintig seconden had weten af te leggen. Er had zelfs nog een derde gouden medaille ingezeten, als het Canadese team na afloop niet was gediskwalificeerd, omdat een van de Canadese lopers de lijn van zijn baan had overschreden.
Datzelfde jaar waren de wereldkampioenschappen in Peking. Hier werd De Grasse verrassend derde; hij kwam in exact dezelfde tijd over de finish als de Amerikaan Trayvon Bromell. Ook liep hij de 4 x 100 m estafette samen met zijn landgenoten Aaron Brown, Brendon Rodney en Justyn Warner. Hierna kon hij zijn tweede bronzen plak in ontvangst nemen; het Canadese team eindigde achter de Jamaicanen en Chinezen als derde.

### Drie medailles bij olympisch debuut
De Grasse liep tijdens de Olympische Spelen 2016 naar brons op de 100 m in een persoonlijk record van 9,91. Enkele dagen later won hij in 20,02 zilver op de 200 m, nadat hij eerder in de halve finale het Canadese record op 19,80 had gesteld. Usain Bolt prolongeerde op beide afstanden zijn olympische titels. Samen met Akeem Haynes, Aaron Brown en Brendon Rodney liep De Grasse vervolgens ook naar de bronzen medaille op de 4 x 100 m. Met een tijd van 37,64 liet het Canadees viertal tevens een Canadees record optekenen.

### Blessure verhindert deelname aan WK 2017
In 2017 richtte De Grasse zich, ter voorbereiding op de WK in Londen, op de Diamond League-serie. In juni won hij zowel in Oslo als Stockholm de 100 m, gevolgd door opnieuw een tweetal overwinningen op de 200 m in Rome en Rabat. Zijn doel was om in Londen op beide afstanden Usain Bolt te verslaan. Des te teleurstellender was het voor de Canadees, dat hij zich enkele dagen voor de WK in Londen moest terugtrekken vanwege een hamstringblessure.
Ook in 2018 bleef de in het vorige jaar opgelopen hamstringblessure De Grasse parten spelen. Al in januari was hij opgenomen in het Canadese team voor de Gemenebestspelen die in april in Gold Coast, Australië zouden plaatsvinden, maar zijn blessure dwong hem om zich hiervoor af te melden. Later in het seizoen nam hij deel aan enkele Diamond League wedstrijden en vervolgens aan de Canadese kampioenschappen, maar na derde te zijn geworden op de 100 m, moest hij op de 200 m al in de series opgeven, omdat zijn hamstringblessure opnieuw opspeelde. Na deze ervaring zette hij een punt achter zijn seizoen en ook achter de samenwerking met zijn coach Stuart McMillan en stapte hij over naar Rana Reider, de coach van onder meer de Nederlandse sprintster Dafne Schippers.

### Zilver en brons op WK 2019
In 2019 kwam De Grasse na zijn lange blessureperiode aanvankelijk wat moeizaam op gang. In juni wist hij tijdens de Diamond League wedstrijd in Rabat op de 200 m echter regerend wereldkampioen Ramil Goelijev te verslaan, zijn eerste overwinning in twee jaar tijd. En toen hij een week later tijdens de Golden Spike Ostrava in 19,91 Christian Coleman voorbleef en in juli bij de Müller Anniversary Games in Londen op de 100 m met zijn 9,99 voor het eerst weer een tijd binnen de tien seconden liet noteren, stelde hij nadrukkelijk zijn kandidatuur voor een medaille op beide afstanden op de WK in Doha. Wat hij daarna nog eens ten overvloede bevestigde met een overwinning op de 100 m tijdens het ISTAF in Berlijn in 9,97.
In Doha maakte de Canadese sprinter zijn rol als medaillekandidaat waar door op de 100 m achter de Amerikanen Christian Coleman (goud in 9,76) en Justin Gatlin (zilver in 9,89) in 9,90 het brons voor zich op te eisen, zijn persoonlijk prestatie. Op de 200 m werd het zelfs zilver in 19,95 en moest hij slechts de Amerikaan Noah Lyles voor laten gaan, die won in 19,83.

### Een eerste keer olympisch kampioen
In 2021 nam De Grasse deel aan de uitgestelde Olympische Spelen van 2020 in Tokio. Op de 200 m werd hij voor het eerste keer olympisch kampioen. In de finale was hij in een persoonlijk record van 19,62 te snel voor de Amerikanen Kenneth Bednarek en Noah Lyles. Daarnaast was De Grasse goed voor brons op de 100 m. Samen met Aaron Brown, Jerome Blake en Brendon Rodney liep De Grasse ook naar brons op de 4 x 100 m.

## Titels
- Olympisch kampioen 200 m - 2020
- Olympisch kampioen 4 × 100 m - 2024
- Wereldkampioen 4 × 100 m - 2022
- Pan-Amerikaanse Spelen kampioen 100 m - 2015
- Pan-Amerikaanse Spelen kampioen 200 m - 2015
- Canadees kampioen 100 m - 2015, 2016, 2017, 2024
- Canadees kampioen 200 m - 2017, 2023
- NCAA-kampioen 100 m - 2015
- NCAA-kampioen 200 m - 2015

## Persoonlijke records
Outdoor
| Onderdeel | Prestatie          | Datum           | Plaats |
| --------- | ------------------ | --------------- | ------ |
| 100 m     | 9,89 s (+0,1 m/s)  | 1 augustus 2021 | Tokio  |
| 200 m     | 19,62 s (-0,5 m/s) | 4 augustus 2021 | Tokio  |

Indoor
| Onderdeel | Prestatie    | Datum           | Plaats       |
| --------- | ------------ | --------------- | ------------ |
| 55 m      | 6,21 s       | 2 maart 2013    | Lubbock      |
| 60 m      | 6,60 s       | 7 februari 2015 | Lincoln      |
| 200 m     | 20,26 s (NR) | 14 maart 2015   | Fayetteville |

## Palmares

### 100 m
- 2015:  NCAA-kamp. - 9,75 s (+2,7 m/s)
- 2015:  Pan-Amerikaanse Spelen - 10,05 s (in ½ fin. 9,97 s)
- 2015:  WK - 9,92 s
- 2016:  OS - 9,91 s
- 2017: DNS reeksen WK
- 2019:  ISTAF - 9,97 s
- 2019:  WK - 9,90 s
- 2021:  OS - 9,89 s (+0,1 m/s)
- 2024: 5e in ½ fin. OS – 9,98 s (+0,5 m/s)

Diamond League-podiumplaatsen
- 2016:  Bislett Games - 10,07 s
- 2017:  Bislett Games - 10,01 s (+0,2 m/s)
- 2017:  Stockholm Bauhaus Athletics - 9,69 s (+4,8 m/s)
- 2021:  Weltklasse Zürich - 9,89 s
- 2021:  Prefontaine Classic - 9,74 s

### 200 m
- 2015:  NCAA-kamp. - 19,58 s (+2,4 m/s)
- 2015:  Pan-Amerikaanse Spelen - 19,88 s
- 2016:  OS - 20,02 (in ½ fin. 19,80 s = NR)
- 2019:  Golden Spike Ostrava - 19,91 s
- 2019:  WK - 19,95 s
- 2021:  OS - 19,62 s (-0,5 m/s) (NR)
- 2024: 3e in ½ fin. OS – 20,41 s (-0,1 m/s) (in serie 20,30 s)

Diamond League-podiumplaatsen
- 2016:  British Grand Prix - 20,16 s
- 2017:  Golden Gala - 20,02 s (+0,6 m/s)
- 2017:  Meeting International Mohammed VI d'Athlétisme de Rabat - 20,03 s (+0,4 m/s)
- 2019:  Meeting International Mohammed VI d'Athlétisme de Rabat - 20,19 s (-0,5 m/s)
- 2019:  Shanghai Golden Grand Prix - 20,21 s
- 2019:  Athletissima - 19,92 s
- 2019:  Memorial Van Damme - 19,87 s
- 2021:  Müller Grand Prix - 20,85 s
- 2021:  Doha Diamond League - 19,89 s
- 2021:  Weltklasse Zürich - 19,72 s
- 2021:  Bislett Games - 20,09 s

### 4 x 100 m
- 2015:  WK - 38,13 s
- 2016:  OS - 37,64 s (NR)
- 2019: 6e in ½ fin. WK - 37,91 s
- 2021:  OS - 37,70 s (NR)
- 2022:  WK - 37,48 s (NR)
- 2024:  OS – 37,50 s

1900: John Tewksbury ·
1904: Archie Hahn ·
1908: Bobby Kerr ·
1912: Ralph Craig ·
1920: Allen Woodring ·
1924: Jackson Scholz ·
1928: Percy Williams ·
1932: Eddie Tolan ·
1936: Jesse Owens ·
1948: Mel Patton ·
1952: Andy Stanfield ·
1956: Bobby Morrow ·
1960: Livio Berruti ·
1964: Henry Carr ·
1968: Tommie Smith ·
1972: Valeri Borzov ·
1976: Don Quarrie ·
1980: Pietro Mennea ·
1984: Carl Lewis ·
1988: Joe DeLoach ·
1992: Mike Marsh ·
1996: Michael Johnson ·
2000: Konstantinos Kenteris ·
2004: Shawn Crawford ·
2008: Usain Bolt ·
2012: Usain Bolt ·
2016: Usain Bolt ·
2020: Andre De Grasse ·
2024: Letsile Tebogo
1912: Jacobs, Macintosh, d'Arcy, Applegarth ·
1920: Paddock, Scholz, Murchison, Kirksey ·
1924: Clarke, Hussey, Leconey, Murchison ·
1928: Wykoff, Quinn, Borah, Russell ·
1932: Kiesel, Toppino, Dyer, Wykoff ·
1936: Owens, Metcalfe, Draper, Wykoff ·
1948: Ewell, Wright, Dillard, Patton ·
1952: Smith, Dillard, Remigino, Stanfield ·
1956: Murchison, King, Baker, Morrow ·
1960: Cullmann, Hary, Mahlendorf, Lauer ·
1964: Drayton, Ashworth, Stebbins, Hayes ·
1968: Greene, Pender, Smith, Hines ·
1972: Black, Taylor, Tinker, Hart ·
1976: Glance, Jones, Hampton, Riddick ·
1980: Moeravjov, Sidorov, Prokofjev, Aksinin ·
1984: Graddy, Brown, Smith, Lewis ·
1988: Bryzgin, Krylov, Moeravjov, Savin ·
1992: Marsh, Burrell, Mitchell, Lewis ·
1996: Esmie, Gilbert, Surin, Bailey ·
2000: Drummond, Williams, Lewis, Greene ·
2004: Gardener, Campbell, Devonish, Lewis-Francis ·
2008: Bledman, Burns, Callender, Thompson ·
2012: Carter, Frater, Blake, Bolt ·
2016: Powell, Blake, Ashmeade, Bolt ·
2020: Desalu, Jacobs, Patta, Tortu ·
2024: Brown, Blake, Rodney, De Grasse
1983 King, Gault, Smith, Lewis ·
1987 McRae, McNeill, Glance, Lewis ·
1991 Cason, Burrell, Mitchell, Lewis ·
1993 Drummond, Cason, Mitchell, Burrell ·
1995 Esmie, Gilbert, Surin, Bailey ·
1997 Esmie, Gilbert, Surin, Bailey ·
1999 Drummond, Montgomery, Lewis, Greene ·
2001 Nagel, du Plessis, Newton, Quinn ·
2003 Capel, Williams, Patton, Johnson ·
2005 Doucouré, Pognon, De Lépine, Dovy ·
2007 Patton, Spearmon, Gay, Dixon ·
2009 Mullings, Frater, Bolt, Powell ·
2011 Carter, Frater, Blake, Bolt ·
2013 Carter, Bailey-Cole, Ashmeade, Bolt ·
2015 Carter, Powell, Ashmeade, Bolt ·
2017 Ujah, Gemili, Talbot, Mitchell-Blake ·
2019 Coleman, Gatlin, Rodgers, Lyles ·
2022 Brown, Blake, Rodney, De Grasse ·
2023 Coleman, Kerley, Carnes, Lyles